# Andorra op het Eurovisiesongfestival 2008

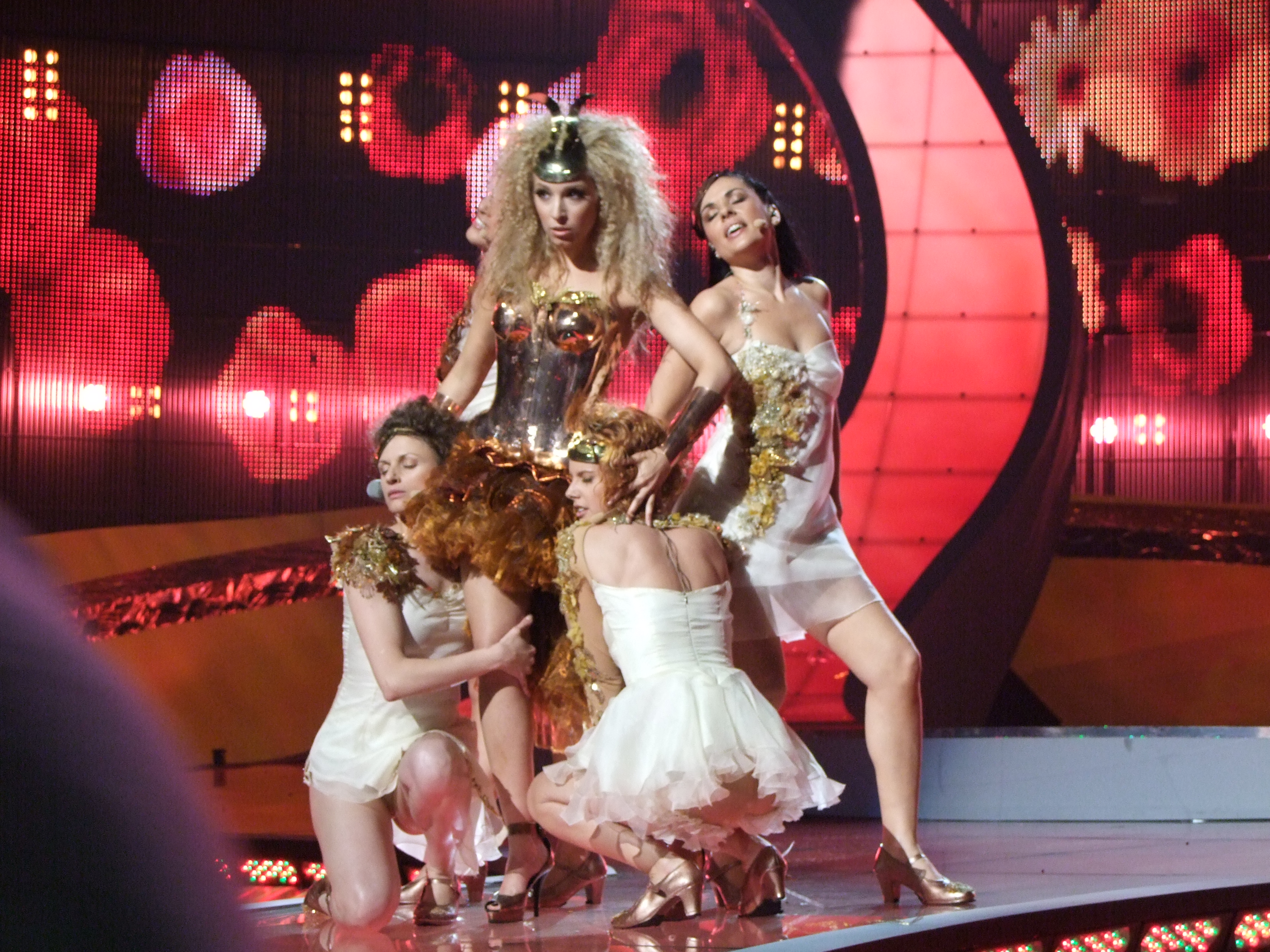
Gisela, Tijdens de halve finale van het Eurovisiesongfestival 2008

Andorra nam deel aan het  Eurovisiesongfestival 2008, gehouden  in Belgrado, Servië. Het was de vijfde deelname van het land.

## Selectieprocedure
Zangeres Gisela was de keus van de omroep RTVA om Andorra te vertegenwoordigen op het Eurovisiesongfestival 2008. De zangeres werd in december 2007 al getipt door de krant Diari d'Andorra als vertegenwoordiger van het land. Gisela nam deel aan de eerste editie Operacion Triunfo, waar Rosa er met de overwinning vandoor ging. Gisela ging wel mee als backing naar het Songfestival in Tallinn.
In februari 2007 was ze nog te zien in een van de uitzendingen van Misión Eurovisión, toen ze ter introductie een van de finalenummers ten gehore bracht. Ze trad aan met een grotendeels Engelstalig nummer met enkele Catalaanse regels tussendoor.
Met de deelname van Gilsela was het de 5de deelname van Andorra en de verwachtingen waren hoog gespannen. Maar ook Gilsela wist geen finaleplek te bereiken. Wel won ze de Barbara Dex Award voor de slechtst geklede artiest op het songfestival.

## In Belgrado
Andorra was als 12de van 19 deelnemers aan de beurt, net na Ierland en voor Bosnië en Herzegovina. Bij het openen van de enveloppes met gekwalificeerde landen voor de finale, bleek dat ze niet bij de beste tien was geëindigd. Na afloop van het festival bleek dat Andorra op de gedeelde vijftiende plek was geëindigd, met 22 punten. 
Men ontving 1 keer het maximum van de punten.
België en Nederland hadden geen punten over voor deze inzending.

### Gekregen punten

#### Halve Finale
| 12 punten | 10 punten | 8 punten  | 7 punten | 6 punten                     |
| --------- | --------- | --------- | -------- | ---------------------------- |
| - Spanje  |           |           |          |                              |
| 5 punten  | 4 punten  | 3 punten  | 2 punten | 1 punt                       |
|           | - Israël  | - Estland |          | - Ierland - Polen - Slovenië |

### Punten gegeven door Andorra

#### Halve Finale
Punten gegeven in de halve finale:
| 12 punten | Finland      |
| 10 punten | Noorwegen    |
| 8 punten  | Azerbeidzjan |
| 7 punten  | Israël       |
| 6 punten  | Roemenië     |
| 5 punten  | Griekenland  |
| 4 punten  | Rusland      |
| 3 punten  | Armenië      |
| 2 punten  | San Marino   |
| 1 punt    | Moldavië     |

#### Finale
Punten gegeven in de finale:
| 12 punten | Spanje       |
| 10 punten | Portugal     |
| 8 punten  | Griekenland  |
| 7 punten  | Azerbeidzjan |
| 6 punten  | Oekraïne     |
| 5 punten  | Rusland      |
| 4 punten  | Finland      |
| 3 punten  | Frankrijk    |
| 2 punten  | Letland      |
| 1 punt    | Noorwegen    |

2004 · 2005 · 2006 · 2007 · 2008 · 2009 · 2010-2025